# Нова Европа (мост)
 Тази статия е за моста между Видин и Калафат.  За политическия епитет вижте Нова Европа.  
Мостът „Нова Европа“, също известен и като Дунав мост 2, е пътен и железопътен мост над река Дунав, който свързва градовете Видин в България и Калафат в Румъния. С изграждането на моста транспортната мрежа на България съществено се отваря и се интегрира по-тясно в европейските транспортни мрежи.
Проектът е част от Паневропейския транспортен коридор 4 и има ключово значение за цялата югоизточна транспортна ос на Европа и на трансевропейската транспортна мрежа с възможностите за комбиниран транспорт и за прехвърляне на определени обеми трафик от шосе на железница.
Мостът е с дължина 1971 m, като включва по две пътни ленти във всяка посока, единична електрифицирана железопътна линия и велосипедна алея. Работите по инфраструктурата включват изграждане на нова товарна железопътна гара и 7 km нова железопътна линия, реконструкция на съществуващата пътническа гара и строителство на четири пътни възела на две нива.

## Такси
Считано от 1 юли 2013 г. се въвеждат следните такси за преминаване:
| Преминаващи                                                  | евро      | левове    |
| ------------------------------------------------------------ | --------- | --------- |
| до 8+1 места; до 3,5 t                                       | 6         | 12        |
| товарни автомобили до 7,5 t; ППС с 9 до 23 места             | 12        | 23        |
| товарни автомобили до 12,5 t                                 | 18        | 35        |
| товарни автомобили над 12,5 t с до 3 оси; ППС с над 23 места | 25        | 49        |
| товарни автомобили над 12,5 t с 4 или повече оси             | 37        | 72        |
| пешеходци; велосипедисти                                     | безплатно | безплатно |

## Свързваща пътна инфраструктура

### България
Първокласният републикански път I-1 от Видин до Ботевград свързва моста с автомагистрала „Хемус“. По-пряк път до София е възможен през Петрохански проход, който е живописен, но и по-труден за преминаване.
Предвижда се разширяване на пътя от Видин до Ботевград до скоростен път.

### Румъния
По по-краткия маршрут към Унгария през Дробета – Турну Северин пътят изцяло е рехабилитиран и с добро качество, но минава през населени места.

## История
Още от 1980-те в България започва обсъждането на идеята за по-пряка и бърза връзка на Видин и страните от Централна и Северна Европа чрез алтернативен път през Видин, която да замени действащата от десетилетия железопътна и по-късно автомобилна фериботна линия Видин-Калафат с комбиниран мост. Особено остро в България се усеща нуждата от такава връзка през 1990-те заради ембаргото спрямо Югославия по време на политическата криза и войните на Западните Балкани.

### Търгове
В края на 2002 г. британско-испанският консорциум „Скот Уилсън холдингс, Флинт & Нийл партнършип“ и испанската „Иберинса“ са избрани за международен консултант по инженеринг и управление по проекта „Изграждане на нов граничен комбиниран мост на река Дунав при Видин Калафат“.
Проведеният в края на 2006 г. търг за главен изпълнител на проектирането и строителството на моста е спечелен от испанската компания FCC Construcción S.A., като договорът за изпълнение е подписан на 30 януари 2007 г. Срокът за изпълнение е 38 месеца, а предвидената обща стойност на договора е 99 955 948 евро.
По втория лот от проекта в Министерството на транспорта 8 международни консорциума са подали оферти за изпълнител на строителството на прилежащата към новия мост на река Дунав при Видин-Калафат пътна и железопътна инфраструктура на българския бряг.

### Разходи
- Общата стойност на проекта – 256 млн. евро[5]
- Проектиране и строителство на моста – 146 млн. евро[5]
- Надзор на моста – 18 млн. евро[5]
- Прилежащата инфраструктура – 77 млн. евро[5]
- Надзор на прилежащата инфраструктура – 6,5 млн. евро[5]
- Техническа помощ за управление на проекта – 8 млн. евро[5]
- Придобиването на терени – 1 млн. евро[5]

### Финансиране
- 26 юли 2004 г. Министерският съвет одобрява финансирането на проекта.
- На 18 февруари 2005 г. министърът на финансите Милен Велчев и координаторът по помощта от ЕС Димитрис Куркулас, ръководител на делегацията на ЕК в България, подписват меморандум за финансиране строителството на Дунав мост 2 на стойност 225,8 млн. евро, от които 70 млн. евро са безвъзмездна помощ по програма ИСПА. 2 млн. евро са безвъзмездна помощ от немската кредитна институция за възстановяване KfW, 18 млн. евро са заем от същата институция, 5 млн. евро е безвъзмездна помощ от Френската агенция за развитие AFD, 70 млн. евро са заем от Европейската инвестиционна банка, а националното съфинансиране е в размер на 60,8 млн. евро.
- През септември 2005 г. е ратифициран финансов договор с Европейската инвестиционна банка (ЕИБ) за пусков срок декември 2009 г.[6]
- Според пресата стойността през 2008 г. е 236 млн. евро,[7] които в края на 2009 г. може да нараснат с още 60 млн. По договор изпълнителят може да поиска допълнително до 50% от първоначалната цена от 90 млн. EUR за моста при добра обосновка пред съответните органи в Брюксел. При неспазване на удължения срок до средата на 2011 г. съществува вероятност част от предвидените средства от институциите в Брюксел да бъдат поети от националния бюджет.[8] 17 години по песимистични данни или за 11 – по оптимистични ще са необходими за изплащане на моста. Прогнозата за трафика е на френската фирма BCIOM, направена през лятото на 2001 г.[9] Локален трафик от хора между двата града се очаква да бъде 40 – 50 души, което налага и изграждането на велосипедната алея.
- Изграждането на път и железопътна линия в Румъния е финансирано с 57 млн. евро от ЕС и 12 млн. евро от Румъния.

### Строителство
На 24 януари 2007 г. Народното събрание ратифицира споразумението между България и Румъния за изграждане на нов мост над река Дунав.
- Към февруари 2009 г. съществува риск мостът да бъде без прилежаща инфраструктура от румънска страна. Конкурсите за обществени поръчки са блокирани заради внесени жалби в съда.[10] В Румъния са планирани 8-километров път, 3 km магистрала и 3,5 km железопътни линии. Изборът на изпълнител и консултант са съпътствани с обвинения за подкупи. Обжалване на изпълнителя пред националната им комисия за разрешаване на контестациите пред Апелативния съд ще удължи срока с 6 месеца, което означава, че най-рано през 2011 г. от румънска страна ще има поддържаща инфраструктура.[11]
- През март 2009 г. се изливат пилоните в неплавателната част на българския участък на реката.

Пусковият срок е предвиден за 31 октомври 2010 г., ако няма прекалено високи води на реката, първоначално е отложен за април 2011 г., след което за края на 2011 г. В края на 2010 г. пусковият срок е удължен до края на 2012 г.
Дунав мост 2 има 4 големи стълба в плавателния участък на Дунав. Стълб РВ9 се намира близо до островче от българската страна, стълб РВ12 се намира от румънската страна в плавателния участък на Дунав. Стълбовете РВ 1 до РВ 8 се намират откъм българския бряг и в неплавателния участък на Дунав, до островчето.
На всеки от големите стълбове РВ9 до РВ12 трябва да се монтират по 13 чифта ванти, които да поддържат бетоновите сегменти на моста. Строят се от средата (стълбовете) навън, в двете посоки, и след деветия сегмент се монтират чифт ванти на всеки сегмент. Изработването на сегментите на моста е извършено от българска страна. Целта е да са готови всички бетонови елементи и сегменти на моста, значително по-рано от техния монтаж на моста. Така работите по монтажа на моста продължават независимо от работата на бетоновия завод, дори при аварии в бетоновите машини или проблеми с качеството на бетона.
В края на април 2012 г. строителството на моста е толкова напреднало, че между стълбове РВ9 и РВ10 липсва още само един сегмент. След монтажа на въпросния сегмент е възможно строителите да достигат по моста от българския бряг до средата на плавателния участък на р. Дунав.
Строителството напредва значително през 2012 г. На 1 октомври 2012 г. се монтира последният сегмент между стълб РВ12 и устой А3, краен елемент на основен мост към високия румънския бряг на Дунав. Липсват още някои сегменти между стълбове РВ11 и РВ12, но скоро ще се завърши връхната конструкция на моста. Вече се говори за официална церемония за откриването на моста през ноември 2012 г. Не е обявена датата за отваряне на моста за движение, тъй като за асфалтирането на платното е необходимо още време.
Има още проблеми с организацията по събирането на таксата за преминаване – доходите първоначално трябва да са за България, защото Румъния не е платила за основен мост, но касата е на румънския бряг и Румъния иска половината доходи от таксите.
На 4 юни 2013 г. в ДВ е обнародвана ратификацията на Споразумението между правителството на Република България и правителството на Румъния за създаване на съвместна търговска структура – оператор на новия комбиниран (пътен и железопътен) мост между двете страни на река Дунав между градовете Видин (Република България) и Калафат (Румъния)
На 14 юни 2013 година в присъствието на еврокомисаря Йоханес Хан мостът е открит официално, като от 15 юни 2013 г. е в редовна експлоатация.

## Други
- През 1994 г. се прави проучване за мост Лом – Раст от английската фирма „Сър Александър Гиб“, но се установява, че българският бряг е свлачищен, а румънският – блатист. Затова фирмата предлага моста Видин-Калафат.[25]
- През 2007 г. инвеститори проявяват интерес за мостове между Оряхово и Бекет, както и между Силистра и Кълъраш. Планът за Оряхово – Бекет е само за шосейна връзка. Предполага се, че следващият мост, който предстои да се построи между България и Румъния, е между Силистра и Кълъраш. В стратегията на румънското правителство се говори за още 7 моста над Дунав – при Кълъраш, Браила, Галац, Турну Мъгуреле и Бекет.[26]